# ハルチョーク・ランガシャラ
ハルチョーク・ランガシャラ（ネパール語: एन्फा कम्प्लेक्स हलचोक रङ्गशाला, 英語: Halchowk Rangasala）は、ネパールの首都カトマンズ郊外のハルチョークにある多目的スタジアムである。

## 概要
ランガシャラとは、ネパール語で展覧場を意味する。収容人数は3,500人。主にサッカーの試合に用いられる。現在、マーティアズメモリアルAディヴィジョンリーグのネパール・アームド・ポリス・フォースがホームスタジアムとして使用している他、サッカーネパール代表がホームスタジアムとして使用している。
2012年にはAFCチャレンジカップの会場となった。

## 交通アクセス
世界遺産に登録されているスワヤンブナートや、ネパール自然史博物館が直ぐ側にある。先の2つの施設の前にはタクシー乗り場があるため、タクシーを利用すると良い。